# 연개소문 (드라마)
《연개소문》(淵蓋蘇文)은 2006년 7월 8일부터 2007년 6월 17일까지 방영된 총 100부작의 대하사극이자 SBS 주말극장으로 단재 신채호의 조선상고사를 근거로 하였다. DSP 미디어에서 제작하였고 총 제작비 400억 원이 투입되었는데, 대한민국 역사상 최대의 제작비이다. 고구려 후기 막리지의 난부터 고구려의 멸망까지 연개소문의 생애를 다루었다.

## 제작진
- 연출: 이종한, 고경희
- 극본: 이환경
- 해설: 김종성

## 등장 인물
※ 드라마 상의 인물 설정으로, 실제 역사적 기록과는 다를 수 있습니다.

### 주인공
- 은원재→이태곤→유동근 : 연개소문 역 - 연태조의 : 연개소문 역 - 연태조의 장남이자 고구려의 대막리지이다.

### 연개소문 집안
- 박인환 : 연태조 역 - 연개소문의 아버지
- 정동환 : 연태수 역 - 연개소문의 숙부
- 강민 → : 이경영 : 연정토 역 - 연개소문 남동생
- 방준서→황인영 : 연수정 역 - 연개소문 여동생
- 이세은 : 고소연 역 - 고정의의 딸이자 연개소문의 후처
- 윤준상→안재모 : 연남생 역 - 연개소문의 장남
- 김홍표 : 연남건 역 - 연개소문의 차남
- 도기석 : 연남산 역 - 연개소문의 삼남
- 서준영 : 연헌성 역 - 연남생의 아들 연개소문의 손자
- 장건→최규환→원석연 : 생해 역 - 연개소문의 의형제

### 고구려
- 이효정 : 영양왕 역 - 고구려 제 26대 국왕이자 평원왕의 맏아들이다.
- 최종환 : 영류왕 역 - 고구려 제 27대 국왕으로 평원왕의 차남이자 영양왕의 이복 동생이다.
- 이재욱 : 태자 환권 역 - 영류왕의 장남이자 보장왕의 사촌형제이다.
- 이배국 : 보장왕 역 - 영류왕의 동생인 대양왕의 아들로 연개소문이 영류왕을 죽이고 옹립시킨 고구려의 마지막 국왕이다.
- 황지온 : 보장왕비 역
- 이정길 : 을지문덕 역 - 살수대첩을 승리로 이끌어낸 고구려의 명장.
- 김시원 : 강이식 역 - 고구려의 장수이자 진주 강씨의 시조.
- 신동훈→임일규 : 양만춘 역 - 고구려의 장수이자 안시성의 성주.
- 나한일→박영록→손건우: 온사문 역 - 온달 장군의 손자.
- 송금식→최영균 : 대걸중상 역 - 을지문덕의 부장이자 발해를 건국한 대조영의 아버지로 밀양 대씨의 원시조이다.
- 김상순 : 고연수 역
- 김경하 : 고혜진 역
- 이신재 : 고정의 역
- 한정국 : 고대양 역
- 박용수 : 이문진 역
- 안승훈 : 검모잠 역
- 강신범 : 뇌음신 역
- 심우창 : 손대음 역
- 염우상 : 고돌발 역
- 이대로 : 조실어른 역
- 정의갑 : 술탈 역
- 조상구 : 죽리 역
- 윤자경 : 쌍검녀 역
- 서진원 : 설유 역
- 조용태 : 온군 역
- 이상훈 : 협부 역
- 양형호 : 선도해 역
- 조정국 : 사비류 역
- 우상전 : 신승[1] 역
- 이양희 : 고승 역
- 박승호 : 최무 역
- 염철호 : 두손 역
- 민경진 : 민 내관 역

### 백제
- 문회원 : 의자왕 역
- 이은희 : 은고 역
- 미상 : 부여효 역
- 이종박 : 부여풍 역
- 정흥채 : 계백 역
- 맹상훈 : 성충 역
- 이일재 : 윤충 역
- 김동균 : 임자 역
- 양승걸 : 흥수 역
- 미상 : 백제 사신 역

### 신라
- 최성준 : 진지왕 역 - 진흥왕의 차남이자 동륜태자의 동생으로 태종무열왕의 할아버지이며, 태자 시절 칭호는 금륜이다.
- 차두옥 : 진평왕 역 - 신라 제 26대 국왕으로 진흥왕의 태자였던 동륜의 아들이고, 어머니는 만호부인이다.
- 이현정 : 선덕여왕 역 - 신라 제 27대 국왕으로 진평왕과 마야부인의 딸이다.
- 박주아 : 만호부인 역 - 진평왕의 생모. 후에 숙흘종과 혼인하여 만명부인을 낳은 김유신의 외조모이다.
- 김병세 : 태종무열왕 역 - 진흥왕의 차남인 진지왕의 손자이며, 신라 제 29대 국왕이다.
- 최설화 : 고타소 역 - 태종무열왕의 장녀로 첫번째 부인인 보라궁주의 소생이다.[2]
- 백승현 : 문무왕 역 - 태종무열왕의 장남으로 두번째 부인인 문명왕후의 소생이다.
- 김혁 : 김인문 역 - 태종무열왕의 차남이자 문명왕후의 소생으로 문무왕의 남동생이다.
- 박상규 : 김서현 역 - 김유신의 아버지. 금관가야의 마지막 국왕인 김구형의 손자이며, 관산성 전투 당시 백제 성왕을 직접 참수한 명장 김무력의 아들이다. 신라의 성골이었던 만명부인과 함께 야반도주하여 만호부인의 노여움을 샀지만 진평왕의 배려로 만노군(現 충청북도 진천군)의 태수가 된다.
- 김선덕 : 만명부인 역 - 김유신의 어머니. 숙흘종과 만호부인의 딸이며, 진평왕의 이부동생이다.[3]
- 윤승원→이종수 : 김유신 역 (아역 이다윗) - 김서현의 장남, 태종무열왕의 큰처남.
- 김기복→이켠 : 김흠순 역 (아역 여진구) - 김서현의 차남, 태종무열왕의 작은처남.
- 조병기 : 김삼광 역 - 김유신의 장남.
- 임성언 → 엄수진 : 보희 역 (아역 하승리) - 김서현의 장녀이자 김유신의 첫째 누이동생.
- 전혜상 → 이매리 : 문희 역 (아역 배나연) - 김서현의 차녀, 김유신의 둘째 누이동생, 태종무열왕의 두번째 부인이자 문무왕의 생모.
- 서갑숙 : 미실 역
- 이원용 : 원광 역
- 김정학 : 알천 역
- 김형일 : 김용춘 역 - 진지왕의 아들이자, 태종무열왕의 아버지이다.
- 이영재 : 비담 역
- 김종국 : 온군해 역
- 박시연 : 천관녀 역 - 미실의 수양딸이다.
- 오영수 : 난승 역
- 이정길 : 마두 역

### 수(11회 ~ 54회)
- 김성겸 : 문제 역
- 정동숙 : 독고황후 역
- 황금희 : 위지녀 역
- 곽명화 : 진부인 역
- 김용헌 : 황태자 양용 역
- 김갑수 : 수 양제 역
- 이경화 : 민황후 역
- 이재은 : 오빈(오강선) 역
- 성우진 : 태자 양소 역
- 윤동원 : 대왕 양유 역
- 김명진 : 촉왕 양수 역
- 정욱 : 한왕 양량 역
- 미상 : 양간 역
- 오성열 : 고경 역
- 왕장명 : 주술사 역
- 김창봉 : 양소 역
- 라재웅 : 왕세적 역
- 이태림 : 설세웅 역
- 임혁주 : 우문술 역
- 윤성국 : 우문개 역
- 남영진 : 주라후 역
- 정명환 : 내호아 역
- 김명국 : 우중문 역
- 박경득 : 왕빈 역
- 송민형 : 중종 역
- 김정하 : 장희빈 역
- 맹봉학 : 원암 역
- 박진성 : 곡사정 역
- 최재성 : 이밀 역
- 최규환 : 생해 역
- 손태영 : 이화 역
- 이태리 : 홍매 역
- 이진우 : 양현감 역
- 나기수 : 양약 역
- 김윤형 : 맥철장 역
- 손호균 : 장형 역
- 윤철형 : 우문화급 역
- 마창훈 : 우문지급 역
- 이용진 : 유사룡 역
- 박윤배 : 배구 역
- 미상 : 토만서 역
- 전해룡 : 단문진 역
- 이화진 : 형원항 역
- 임진택 : 신세웅 역
- 임철수 : 왕인공 역
- 윤서현 : 주법상 역
- 미상 : 위현 역
- 김육룡 : 최응송 역
- 박승호 : 이경 역
- 미상 : 번자개 역
- 김광인 : 사상 역
- 전헌태 : 양융신 역
- 미상 : 조재 역
- 미상 : 어구라 역
- 손종학 : 장권 역
- 운기호 : 독고성 역
- 권태원 : 왕세충 역
- 신종섭 : 장손성 역
- 김영인
- 이대연

### 당(55회 ~ 100회)
- 박규채 : 당 고조 역
- 최정우 : 태자 이건성 역
- 서인석→이주현 : 당태종(진왕 이세민) 역
- 미상 : 제왕 이원길 역
- 임채홍 : 이승건 역
- 박형재 : 당고종 역
- 전현아 : 왕황후 역
- 반민정 : 소숙비 역
- 장은비 : 측천무후 역
- 장항선→손종환 : 장손무기 역
- 정상철→염승현 : 이적 역
- 박영지 : 방현령 역
- 김응석 : 이정 역
- 맹호림 : 위징 역
- 박병훈 : 위지경덕 역
- 임병기 : 이사마 역
- 이계인 : 계필하력 역
- 이창 : 조삼량 역
- 유태웅 : 설인귀 역
- 전진기 : 이도종 역
- 홍순창 : 심숙안 역
- 이일웅 : 적인걸 역
- 백인철 : 소정방 역
- 선동혁 : 방효태 역
- 손종학 : 장량 역
- 반상윤 : 부복애 역
- 강현중 : 마문거 역
- 권태원 : 왕세충 역
- 김강산 : 상하 역
- 이정성 : 설만철 역
- 한태일 : 천존신 역
- 윤갑수 : 장손사 역

### 일본
- 이봉규 : 고토쿠 천황 역
- 고인범 : 도해대사[4] 역

### 말갈
- 홍성찬 : 아소친 역

### 설연타
- 김길동 : 진주칸 역

### 돌궐
- 기정수 : 계민가한 역
- 오아랑 : 의성공주 역
- 편일태 : 처라 역
- 전일범 : 힐리가한 역
- 강승원 : 돌궐 사신 역
- 서호철

### 기타
- 김선은 : 전령 역
- 이연선 : 양민황후 소씨 상궁 역
- 장준호 : 백암성주 부장 역
- 윤종원 : 조의선인 / 백암성장수 역
- 조선옥
- 민준현
- 이상은
- 장신애
- 유정석
- 김승민
- 권혁종

## 결방 사유 및 편성 변경
- 2006년 9월 30일 : 추석 특집 프로그램 편성으로 인한 결방
- 2006년 10월 7일 : 10분을 앞당긴 8시 35분에 방영[5]

## 수상 및 후보
| 연도 | 시상식       | 부문          | 수상자                   | 결과 |
| ---- | ------------ | ------------- | ------------------------ | ---- |
| 2006 | SBS 연기대상 | 최우수 연기상 | 김갑수                   | 수상 |
| 2006 | SBS 연기대상 | 10대 스타상   | 김갑수                   | 수상 |
| 2006 | SBS 연기대상 | 공로상        | 이호연 (DSP엔터테인먼트) | 수상 |

## 촬영지
- 경상북도 문경시 가은오픈세트장
- 충청북도 단양군 온달오픈세트장

## 참고 사항
- 출연진 중 유동근과 윤승원은 고교[6]-대학 동창이다.
- 이환경 작가는 2003년 야인시대 이후 3년 만에 SBS로 돌아왔다.
- 잘려진 머리를 던지는 장면을 내보내어 잔혹성 논란이 일었다.[7]
- 3회 방영분에서 삼국지 시리즈 10편의 배경음악을 삽입해 비난을 샀다.[8]
- 크고 작은 사고와 허술한 방송장면으로 시청자들로부터 원성을 샀다[9]. 특히 판자를 세워놓고 건물이라 하여 '합판소문'이라는 비아냥을 당하게 되었으며 3천궁녀 씬도 매우 조잡하게 촬영되어 우스갯감이 되었다.
- 당초 연개소문에 앞서 월화드라마 101번째 프로포즈를 후속 편성할 예정이었으나 주말극장 하늘이시여가 여러 차례의 연장 방영을 결정하여 월화 드라마로 변경되자 연개소문을 대타로 올렸다가 하늘이시여 후속작으로 결정했다.

## 같이 보기
- 삼국기 (드라마)
- 광개토태왕 (드라마)
- 대조영 (드라마)
- 선덕여왕 (드라마)
- 대왕의 꿈 (드라마)